# Roger Caillois
Roger Caillois (Reims, 3 de março de 1913 — Paris, 21 de dezembro de 1978) foi um sociólogo, crítico literário e ensaísta francês.

## Biografia
Callois nasceu em Reims, mas se mudou para Paris ainda quando criança. Na infância leu milhares de livros, destacando-se As Índias Negras de Júlio Verne como influência germinal

Frequentou a Escola Normal Superior, dedicando-se desde cedo ao ensaio sobre temas sociológicos e literários. Diplomado em Gramática, num tom austero e polêmico, depois de fixar os termos da crítica literária, foi responsável por um regresso a um classicismo pautado pela razão e pelas regras, e combateu a falta de originalidade em poesia. Foi eleito para a Academia Francesa em 1971, na qual ocupou a cadeira 3.

## Obras principais
- Le Mythe et l’Homme (1938),
- L’Homme et le Sacré (1939);
- Puissances du roman (1942),
- Le Rocher de Sysiphe (1945),
- Vocabulaire Esthétique (1947),
- Babel (1948),
- Les Impostures de la Poésie (1954),
- Poétique de Sant-John Perse (1954),
- Les Jeux et les Hommes (1957)
- Art Poétique (1958),
- Au Coeur du fantastique (1965),
- Cases d’un échiquier (1970),
- La Pieuvre, essai sur la logique de l’imaginaire (1973)
- Obliques (1975)